# Asahan (rivier)
De Asahan is een rivier op Sumatra in Indonesië. De rivier heeft een lengte van ongeveer 150 kilometer, vloeit vanuit het Tobameer in noordoostelijke richting door het Barisangebergte en mondt uit in de Straat van Malakka. 
De stad Kota Tanjungbalai ligt aan de monding van de Asahan.